# Piyama-Kurunta
Piyama-Kurunta (besser: Piyama-Kruntiya, luwisch: „gegeben von Kruntiya“) war ein Sohn von Uḫḫaziti, dem letzten König von Arzawa im späten 14. Jahrhundert v. Chr. Als der hethitische Großkönig Muršili II. gegen Arzawa zog, wurde Piyama-Kurunta von seinem kranken Vater an den Grenzfluss Aštarpa geschickt, wo er in der Schlacht von Walma vernichtend von den Hethitern geschlagen wurde. Noch im selben Jahr unterwarf Muršili Apaša (wahrscheinlich Ephesos), die Hauptstadt von Arzawa. Über das weitere Geschick Piyama-Kuruntas ist nichts bekannt. Auch sein Bruder Tapalazunauli, der im folgenden Jahr gegen Muršili kämpfte, konnte die Unterwerfung und die vollständige Zerschlagung des Königreichs Arzawa nicht verhindern.